# Hipparchia z Maroneia
Hipparchia z Maroneia, řecky Ἱππαρχία (asi 350 př. n. l. - 280 př. n. l.) byla kynickou filosofkou, sestrou Metrokla a ženou Kratéta z Théb. Narodila se ve městě Maroneia, ale její rodina se přestěhovala do Athén, kde Hipparchia přišla do kontaktu s Kratétem, nejznámějším řeckým kynickým filozofem v té době. Zamilovala se do něj a nakonec si ho i vzala. Začala žít se svým manželem kynický způsob života v ulicích Atén.

## Život
Hipparchia se narodila okolo roku 350 př. n. l. ve městě Maroneia v Thrákii. Její rodina přišla do Athén, kde se Hipparchiin bratr Métroklés stal žákem kynického filosofa Kratéta z Théb. Hipparchia se do Kratéta zamilovala tak moc, že řekla rodičům, kteří odmítli jejich sňatek, že se zabije. Rodiče proto poprosili Kratéta, aby ji odradil. Když Kratés přišel, vysvlékl si šaty a postavil se před ní a řekl: „Toto je tvůj ženich, toto je jeho majetek, rozhodni se podle toho!" Hipparchia to přijala a zvolila si 'stejný oděv' jako Kratés. Chodila s ním všude a prováděla po kynickém způsobu života vše veřejně.